# Corralejo de Valdelucio
Corralejo de Valdelucio, es la denominación de una entidad local menor, en Castilla la Vieja, hoy comunidad autónoma de Castilla y León, provincia de Burgos (España). Está situada en la comarca de Páramos y en la actualidad depende del Ayuntamiento de Valle de Valdelucio. Su alcalde pedáneo (2016-actualidad) es Alberto García Aparicio del Partido Popular.

## Demografía
Evolución de la población
| Gráfica de evolución demográfica de Corralejo de Valdelucio entre 2000 y 2017 |
|                                                                               |
| Población de derecho (2000-2017) según el padrón municipal del INE            |

## Historia
Lugar que formaba parte de la Cuadrilla de Valdelucio en el Partido de Villadiego , uno de los catorce que formaban la Intendencia de Burgos, durante el periodo comprendido entre 1785 y 1833, en el Censo de Floridablanca de 1787 , jurisdicción de señorío siendo su titular el Duque de Frías, alcalde pedáneo.

## Situación
Acceso desde el PK 59 de la N-627, a una altitud de 975 metros, en una paramera que domina las dos vertientes, atlántica y mediterránea, del valle. Dista 6,5 km de la capital del municipio, Quintanas y le baña el arroyo del Reverdido, que en las proximidades de Basconcillos del Tozo se une al también arroyo de Mundilla. Al otro lado del Monte Cazón se sitúa Solanas

## Parroquia
Románica